# Steelheart
Steelheart är ett glam metal-band från Norwalk, Connecticut, bildat 1989. Den ursprungliga bandsättningen var sångaren Michael Matijevic, gitarristerna Chris Risola, Frank DiCostanzo, basisten James Ward och trumslagaren John Fowler. Den nuvarande sättningen inbegriper Michael Matijevic, Mike Humbert, Joe Pessia och svensken Marten Andersson.